# Hésebon
Hésebon ou Esebon, Esbous, Esebus (en arabe : حشبون, en latin : Esebus, en hébreu : חשבון), est une ville antique de Palestine, située à l'est du Jourdain, sur le territoire de la tribu de Rubin, située dans l'actuelle Jordanie.
Ses ruines actuelles portant leur vieux nom arabe de Tell Ḥesbān, et sont situées à environ neuf kilomètres au nord de la ville de Madaba.
La ville abrite dans les premiers siècles un évêché, qui a donné longtemps son titre à un évêché (de) in partibus.

## Histoire
Dans la Bible, la ville appartient à la tribu de Ruben. Séhon, roi de la ville, est battu par Moïse.